# Carlo Duse
Pour les articles homonymes, voir Duse.
Carlo Duse (né le 5 janvier 1898 à Udine et mort le 9 août 1956 à Rome) est un acteur italien.

## Biographie
Carlo Duse est apparu dans 82 films entre 1916 et 1956.

## Filmographie partielle
- 1926 : Les Derniers Jours de Pompéi (Gli ultimi giorni di Pompei)
- 1934 : Villafranca
- 1935 : Amo te sola de Mario Mattoli
- 1935 : Les Cent Jours (Campo di maggio)
- 1936 : Il re Burlone d'Enrico Guazzoni
- 1936 : Musica in piazza
- 1938 : Le Roman d'un génie (Giuseppe Verdi)
- 1938 : Sous la Croix du Sud (Sotto la croce del sud) de Guido Brignone
- 1939 : Montevergine de Carlo Campogalliani
- 1939 : Les Robinsons de la mer (Piccoli naufraghi) de Flavio Calzavara
- 1939 : Une aventure de Salvator Rosa (Un'avventura di Salvator Rosa) d'Alessandro Blasetti
- 1940 : L'Intruse (Abbandono) de Mario Mattoli
- 1940 : Incanto di mezzanotte de Mario Baffico
- 1941 : Beatrice Cenci de Guido Brignone
- 1942 : Le Lion de Damas (Il leone di Damasco) de Corrado D'Errico et Enrico Guazzoni
- 1943 : La valle del diavolo
- 1950 : Deux Légionnaires au harem (Totò sceicco)
- 1950 : Alina
- 1952 : Mère coupable (it) (La colpa di una madre) de Carlo Duse
- 1953 : Puccini de Carmine Gallone